# (165) Loreley
(165) Loreley (designació provisional 1948 QS, 1959 PB, 1960 WG i A876 PA) és un asteroide que forma part del cinturó d'asteroides descobert per Christian Heinrich Friedrich Peters el 9 d'agost de 1876 des de l'Observatori Litchfield (Clinton, Estats Units d'Amèrica). Orbita a una distància mitjana del Sol de 3,126 ua, i pot allunyar-se'n fins a 3,391 ua. La seva excentricitat és 0,0847 i la inclinació orbital 11,22°. Volta el Sol al cap de 2.019 dies.